# Alcis semiothisata
Alcis semiothisata är en fjärilsart som beskrevs av Lenz 1917. Alcis semiothisata ingår i släktet Alcis och familjen mätare. Inga underarter finns listade i Catalogue of Life.